# Füredi utcai lakótelep
A budapesti Füredi utcai lakótelep (röviden Füredi lakótelep, Zuglói lakótelep néven is ismert) Magyarország hatodik, a főváros ötödik, Zugló legnagyobb lakótelepe több mint 12 000 lakással az Örs vezér téri autóbusz-állomás, metróvégállomás és HÉV-végállomás közelében.

## Története
Az M2-es metróvonal első (Fehér út – Deák tér) szakaszát 1970-ben adták át, ezt megelőzően a Fővárosi Tanács arra a döntésre jutott, hogy a keleti végállomás mellett koncentrált lakásépítésre van szükség a kialakuló kedvező közlekedés-földrajzi helyzet kihasználása céljából. A városvezetés döntése értelmében a jórészt lepusztult kertvárosias telep, Rákosfalva területe bizonyult erre a legalkalmasabbnak, a telepet 1966-ban kezdték elbontani, a szanálás előtt felmérték a bontásra ítélt 1500 lakás állapotát, ezek 15%-a jó állapotúnak, 32%-a még megfelelőnek, 55%-a bontandónak bizonyult, az összes lakás 40%-a állami tulajdonban volt, így jelentős értékek nem pusztultak el és a magántulajdont sem sértette jelentősen a rendezési terv. Rákosfalvából csak a kis katolikus templomot és a Kós Károly Gimnázium (korábban elemi iskola) épületét hagyták meg. 1966-ban 13 000 lakás megépítését irányozták elő jelentős szolgáltató létesítményekkel együtt, majd a Gvadányi utca mentén szabályozták a Rákos-patak medrét.
A panelépületek összeállítását 1967-ben kezdték meg a dán Larsen-Nielsen cég nagypaneles technológiája alapján. (A lakótelep épületeit a köznyelv ezért dán panelnek is nevezi) Három ütemben tervezték felépíteni, az 1. ütem keretében a Füredi út – Csertő utca – Fogarasi út – Zsálya utca – Tihany utca - Vezér utca közötti területet, másodikként a Füredi út – Örs vezér tere – Kerepesi út – Szentmihályi út – Gvadányi utca által közrezárt területet, a 3. ütem a Nagy Lajos király útjának északkeleti oldalát érintette volna az Örs vezér terétől az Egressy térig, azonban ez a része nem épült meg. 1967 és 1978 között felépült 12 422 lakás (más források szerint 12 547, illetve 13 000), ebből 777 öröklakás, 4894 szövetkezeti, 6751 tanácsi lakás volt a megépülte után. 1966 és 1970 között átlagosan 1913 lakás épült évente.
A felépült lakások közül 380 (3%) garzonlakás, 375 (3%) egyszobás, 8184, a túlnyomó többség (65%) másfél szobás, 1926 (15%) kétszobás, 1562 (13%) két és fél szobás és 120 (1%) háromszobás illetve nagyobb, a lakások átlagos alapterülete 50 m² és mindegyik távfűtéssel ellátott, 75%-uk tízemeletes, a többi 16, 4 és 5 emeletes panelépületekben helyezkedik el. A tervezésekor 15,3 m² alapterületet számoltak egy főre. A lakóegységek mellett kiszolgáló létesítmények; áruház, mozi, könyvtár, szakorvosi rendelő, vendéglátóipari egységek, óvodák és iskolák is épültek, összesen 1300 óvodai férőhely, 660 bölcsődei férőhely, 106 általános iskolai tanterem 22 tanulószobával, 8400 m² kereskedelmi üzlet, 3500 m² szolgáltató ipari üzlet, 600 m² orvosi rendelő, 350 m² gyógyszertár és 700 m² közösségi létesítmény. A városrész térszerkezetét Mester Árpád, a lakóépületeket Gáspár Tibor és Vadász György, a közösségi létesítményeket Ágoston Miklós, az üzleteket szintén Vadász György, az iskolákat és óvodákat Kévés György tervezte.

## Közösségi közlekedés
- Először a 31B autóbuszjárat indult meg 1970-ben, amely a telep első üteme és a 2-es metró Örs vezér terén átadott végállomása között teremtett kapcsolatot. 1977-ben 131-esre számozták át. Utána 1976-ban a második ütemet feltáró 31C jelzésű busz indult el, ami szintén az Örs vezér teréhez járt. 1977-ben átszámozták 133-asra.
- A két járat forgalmát, a telep legsűrűbb követésű viszonylataként az 1979-ben kiépülő 81-es trolibusz vette át az Örs vezér tere és a Fogarasi út (Fischer István utca) között.
- A Baross tér és a Csertő utca között közlekedő 19-es busz helyett szintén 1979 óta a 80-as troli jár azonos útvonalon. A két trolibusz viszonylat először a 2004-es metrófelújítás idején közlekedett összevonva (80–81), a Keleti pályaudvar és az Örs vezér tere között, ami 2005-ben és 2007-ben ismétlődött meg. 2008 óta csak munkanapokon este és hétvégén, 2020 nyarától a hétköznapi csúcsidőszak kivételével mindig az összevont 80-as jár. Csupán a csúcsban vált külön a 81-es és 80A. 2021 áprilisától a meghosszabbított 80-ast a 81-es már csak hétköznap reggelente sűríti az Örs vezér tere felé.
- A városrész a Füredi utca - Vezér utca útvonalon Rákosszentmihályra és Rákospalotára tartó 131-es, 231-es és 231B buszjárattal is megközelíthető.
- A Bosnyák tértől a Vezér utca - Füredi út sarkáig közlekedő 64-es villamos 1979-ben szűnt meg. Egy évvel később, szerepét részben a 82-es troli vette át.
- Az Örs vezér téri végállomásról induló, Gödöllő és Csömör felé tartó H8-as és H9-es HÉV Rákosfalva megállóhellyel érinti a lakótelep délkeleti csücskét.

## Képek

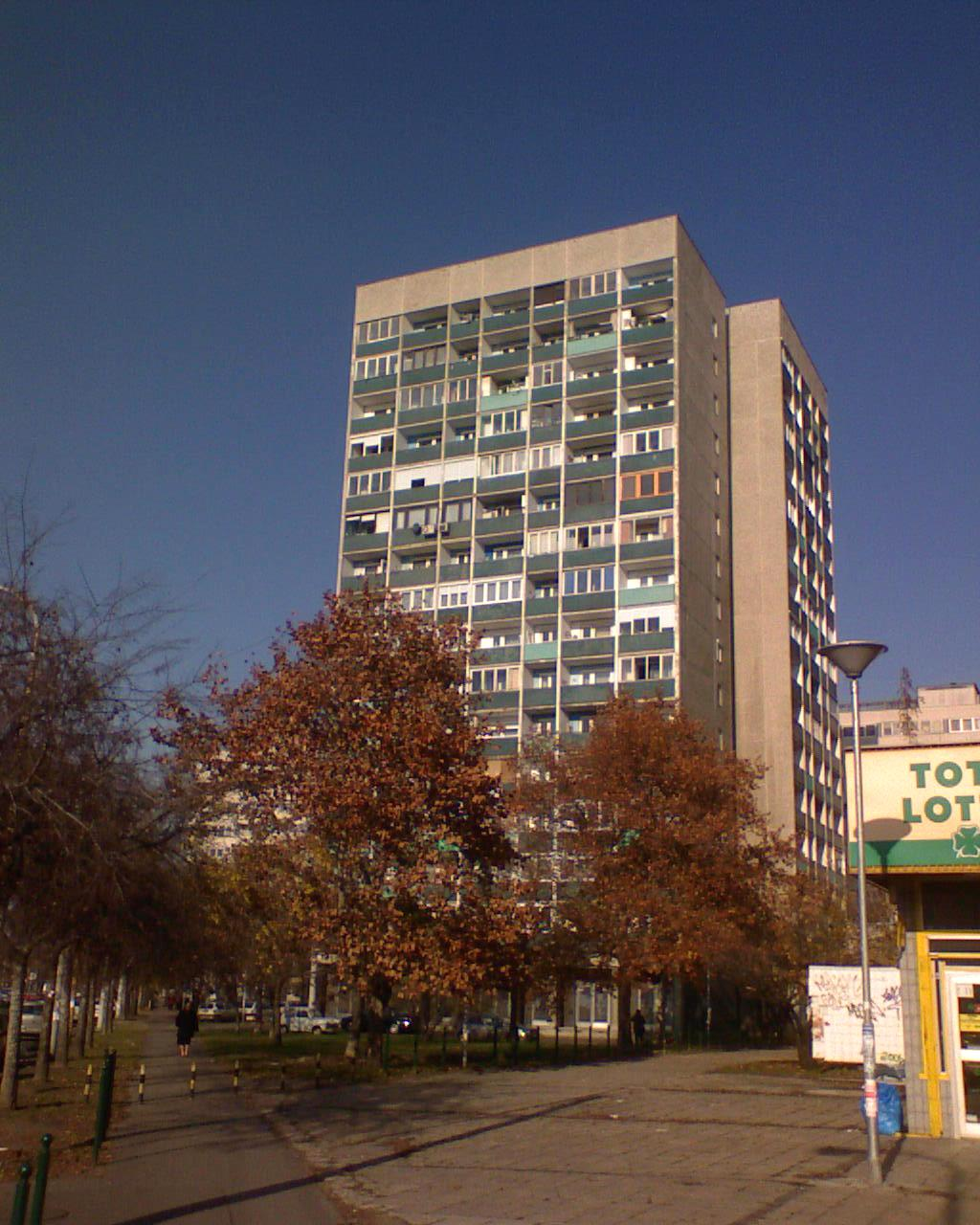
Az egyik 15 emeletes toronyház
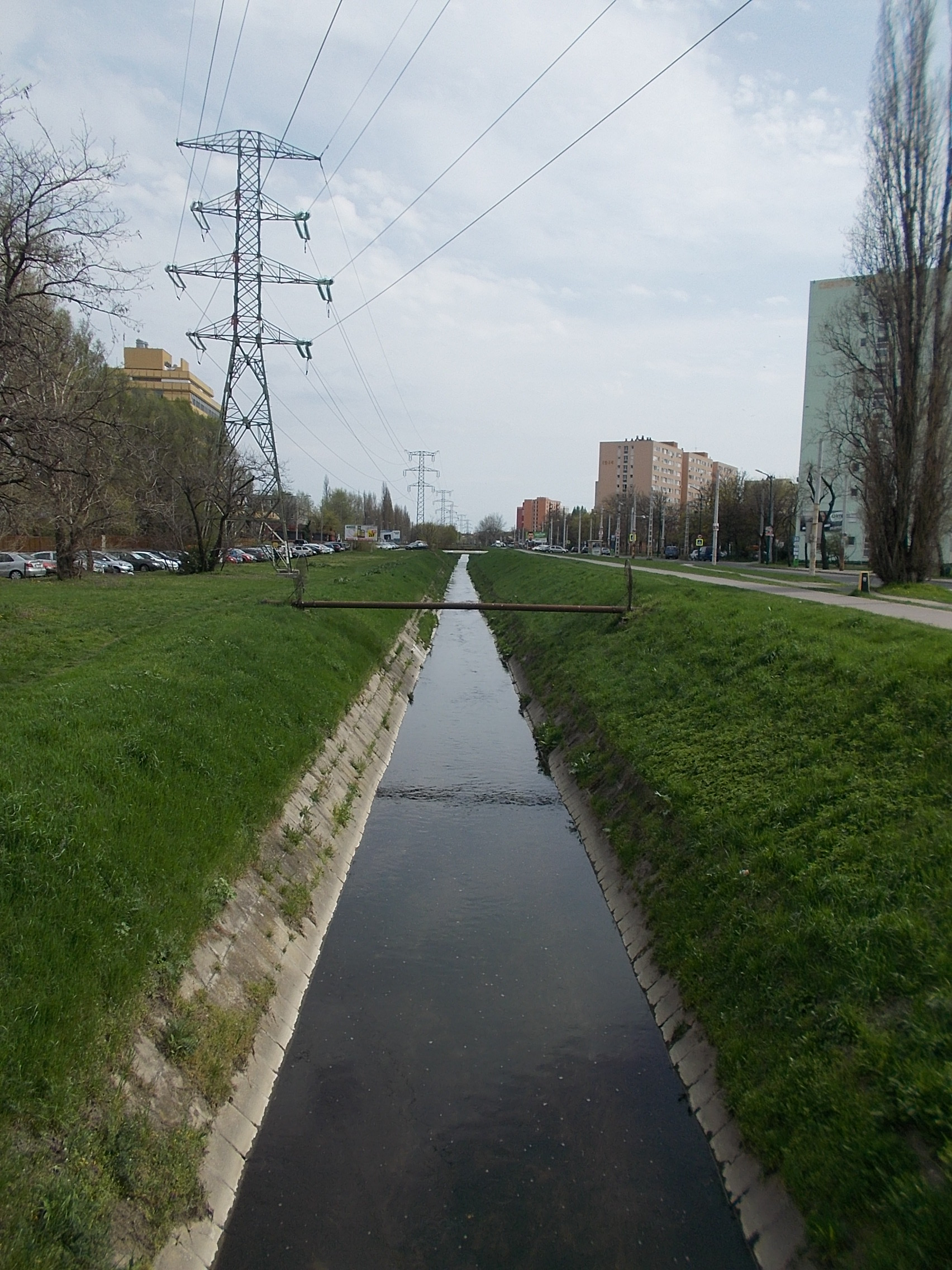
A Rákos-patak a lakótelep keleti szélén folyik
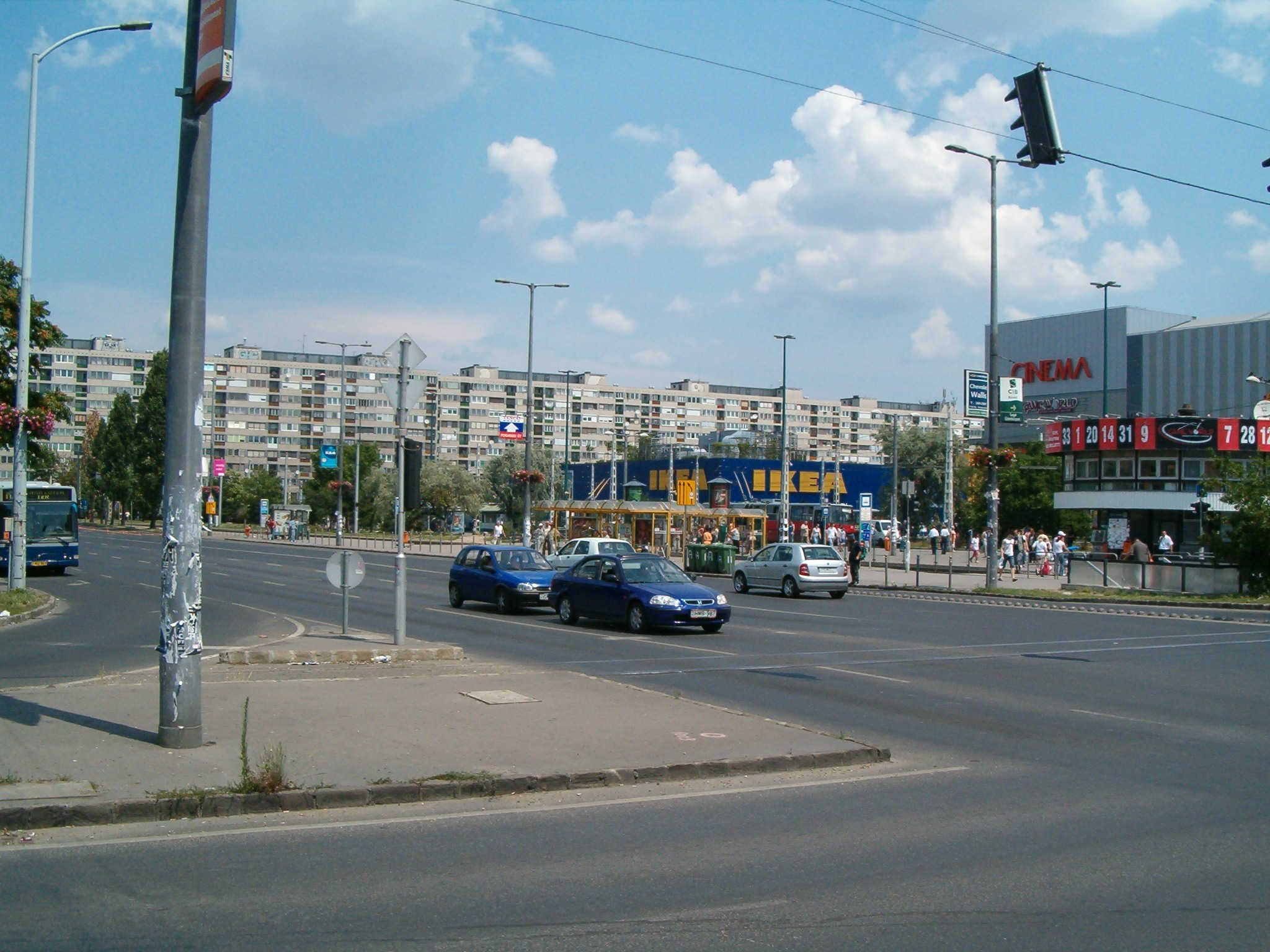
A forgalmas Örs vezér tere, háttérben a lakótelep egyik sávházával